# Sven Skeppstedt
Sven Halvar Skeppstedt, född den 7 december 1922 i Linköping, död där den 10 januari 2008, var en svensk militär. 
Skeppstedt avlade studentexamen 1941. Han blev fänrik 1944 och löjtnant 1946. Efter studier vid Krigshögskolan 1955–1957 blev han kapten sistnämnda år, major 1962 och överstelöjtnant 1965. Skeppstedt tjänstgjorde för generalstaben i arméstaben och Försvarsdepartementet 1957–1964 och 1965–1968. Han var bataljonschef vid Livgrenadjärregementet 1964–1965 och ställföreträdande regementschef där 1968–1971. Efter studier vid Försvarshögskolan blev han överste 1971 och överste av första graden 1975. Skeppstedt blev befälhavare för Bodens och Jokkmokks försvarsområden och kommendant vid Bodens fästning 1971, vilka poster från 1975 förenades med chefskapet vid Bodens artilleriregemente. Han var chef för Kronobergs regemente 1980–1983. Skeppstedt blev riddare av Svärdsorden 1963 och kommendör av samma orden 1974. Han vilar på Norra griftegården i Linköping.